# Гаярине
Гаярѝне (на италиански: Gaiarine) е градче и община в Северна Италия, провинция Тревизо, регион Венето. Разположено е на 20 m надморска височина. Населението на общината е 6120 души (към 2010 г.).